# Abati (famiglia)
Gli Abati sono un'antica famiglia fiorentina, importante soprattutto tra la fine del XII e l'inizio del XIV secolo.

## Storia familiare
Capostipite della famiglia fu Abate d'Ildebrandino della Lombarda che ricopriva il ruolo di console a Firenze nel 1176.
Gli Abati ottennero fama e potere grazie a legami di parentela con altre famiglie importanti di Firenze, tra cui i Visdomini, i Guittoni e con stretti legami di sangue con i Medici di Firenze. Avevano molti possedimenti nel Sesto di San Pier Scheraggio e anche nel contado fiorentino, cosa che testimonia la ricchezza familiare. Nel Sesto, avevano anche legami politici con altre famiglie: i Tedaldini, gli Elisei, i Caponsacchi e i Giuochi. Insieme con queste famiglie, un ramo della famiglia si schierò dalla parte politica fiorentina dei ghibellini, spinti anche dal clientismo verso gli Uberti, mentre l’altro ramo si schierò dalla parte dei guelfi.
Nel 1258, dopo il fallimento della presa di potere degli Uberti, incominciò l'odio popolare verso una parte della famiglia Abati. Il popolo assaltò le loro abitazioni e molti membri della famiglia furono costretti a scappare in esilio.
Nel 1260 un altro evento aumentò l'odio verso la casata. Bocca degli Abati, tra le file guelfe nella battaglia di Montaperti, tradì i propri compagni tagliando il braccio di Jacopo de' Pazzi che teneva lo stendardo. Questo causò lo scompiglio tra le file guelfe provocandone la fuga e di conseguenza la sconfitta.
Per contrasti politici, gli Abati si divisero poi al loro interno in ghibellini e guelfi e questi ultimi si divisero ulteriormente in bianchi e neri.
Nel 1289 alcuni Abati di parte ghibellina si schierarono tra le file di Guido Novello Guidi nella battaglia di Campaldino.
Nel 1298 Neri degli Abati compì un'azione che accrebbe ulteriormente l'odio del popolo. Neri infatti avvelenò alcuni membri della famiglia dei Cerchi che aveva in custodia come prigionieri.
Nel 1302, molti degli Abati bianchi furono esiliati, una parte degli Abati, appartenenti ai guelfi invece, sotto anche consiglio dell’amica e imparentata famiglia Medici, con lo scopo di creare possibili legami economici e politici, tentarono fortuna nell’appena costituito Regno di Napoli ottenendo titoli e onori, venendo ricompensati dei loro servigi e della loro fedeltà, in particolare in Puglia, nell’allora contea di Lecce, rimanendovi per numerosi secoli e intrecciando numerosi matrimoni con le famiglie nobili della città, per poi diffondersi in Puglia. Solo alcuni del ramo di Montelfi di Lamberto di Rustico decisero di rimanere in città. Da qui incominciò il declino della famiglia. La famiglia Abati è nota soprattutto per la grande passione per l’arte e la cultura, promuovendo artisti di grande importanza, seguendo così l’ideale che venne conseguito successivamente da Lorenzo il Magnifico, con il quale la famiglia Abati ebbe una fitta corrispondenza, in quanto possedevano forti legami di parentela con lo stesso Signore di Firenze.

### Incendio di Firenze
Il 10 giugno 1304 Neri appiccò il fuoco nel cuore di Firenze. Ciò fu dovuto alla rivalità tra guelfi bianchi e neri nata all'interno della famiglia stessa.
Neri degli Abati incendiò come prima cosa le case dei suoi parenti in Orsanmichele e in seguito la casa dei Caponsacchi. A causa del vento il fuoco si propagò poi all'interno della città distruggendo più di mille edifici.
Queste perdite furono significative sia per l'economia cittadina sia per le singole famiglie che traevano da quei possedimenti non solo notorietà, ma anche ricchezza, e soprattutto per le enormi perdite di opere d’arte commissionate dalla famiglia stessa, in quanto forte sostenitrice dell’arte e degli artisti.

## Componenti

### Abate d'Ildebrandino della Lombarda
Un primo personaggio di rilievo della famiglia fu Abate d'Ildebrandino della Lombarda, console fiorentino nel 1176. La sua famiglia possedeva case presso Orsanmichele e, dopo l'uccisione di Buondelmonte de' Buondelmonti da parte degli Amidei, si schierò con la parte offesa, capeggiata dalla consorteria degli Uberti, divenuta poi la parte ghibellina.

### Bella degli Abati
È stato ipotizzato che la madre stessa di Dante Alighieri, Bella, moglie di Alighiero di Bellincione, appartenesse alla famiglia degli Abati.
Secondo questa ipotesi, Bella sarebbe stata figlia di Durante degli Abati, il quale a sua volta sarebbe quindi stato nonno di Dante. L'appartenenza di Bella alla famiglia Abati è stata supposta in base a indizi molto tenui: la vicinanza tra le abitazioni degli Abati e degli Alighieri; il nome di Dante, che deriva da quello di Durante e che secondo questa ipotesi sarebbe stato ispirato dal nonno; gli stretti rapporti tra Dante e Durante.
L'appartenenza di Bella agli Abati non ha comunque nessuna conferma nei documenti sopravvissuti.

### Durante degli Abati
Durante degli Abati, sostenitore della fazione ghibellina di Firenze, era un giudice fiorentino. Divenne sindaco di Sesto di Porta S. Piero il 10 maggio 1289.
Sembra che Durante degli Abati fosse il nonno materno di Dante. Tranne alcuni legami finanziari, non ci sono prove che confermino il loro legame di parentela. Resta comunque il fatto che tra Durante e Dante intercorrevano buoni rapporti. I due sembravano essere molto legati, come testimonia la vicenda del 23 dicembre 1297 che vede Durante, insieme con altri personaggi dell'epoca, fra cui il suocero di Dante, Manetto Donati, fare da garante per un prestito di 480 fiorini che Dante, insieme con il fratello Francesco, chiese a Iacopo dei Corbizzi. Quattro anni dopo, nel marzo del 1301, i due fratelli Alighieri restituirono il favore a Durante: quando quest'ultimo ebbe bisogno di contrarre un debito di 50 fiorini, Francesco e Dante gli fecero da garanti.

### Bocca degli Abati
Bocca degli Abati, di parte ghibellina, entrò tra le file guelfe militanti nella battaglia di Montaperti contro i ghibellini di Siena. Dante lo indica nell'Inferno come il traditore che durante la battaglia tagliò la mano a Jacopo de' Pazzi, portatore dello stendardo guelfo, facendo perdere la guida alla cavalleria che procedette così allo sbando e venne facilmente travolta.
Negli anni successivi Bocca degli Abati collaborò con i ghibellini al comando di Firenze, ma quando i guelfi ottennero il potere venne esiliato.

### Neri degli Abati
La causa principale dell'odio dei fiorentini verso la famiglia degli Abati fu Neri, un guelfo nero. Nel 1298 fu accusato di aver avvelenato i Cerchi prigionieri che gli erano stati affidati in custodia, mentre il 10 giugno 1304 appiccò un incendio nel cuore di Firenze, su ordine dei capi neri, danneggiando l'economia di molte famiglie.

### Ciolo degli Abati
Malfattore fiorentino, fu bandito da Firenze nel 1291. Grazie all'oblatio, ottenne l'assoluzione nel 1295 pagando una somma in denaro. È ricordato da Dante nell'Epistola XII.
A Ciolo è stato erroneamente attribuito l'incendio del 1304 avvenuto in realtà per mano di Neri degli Abati.

## Palazzi e altre testimonianze

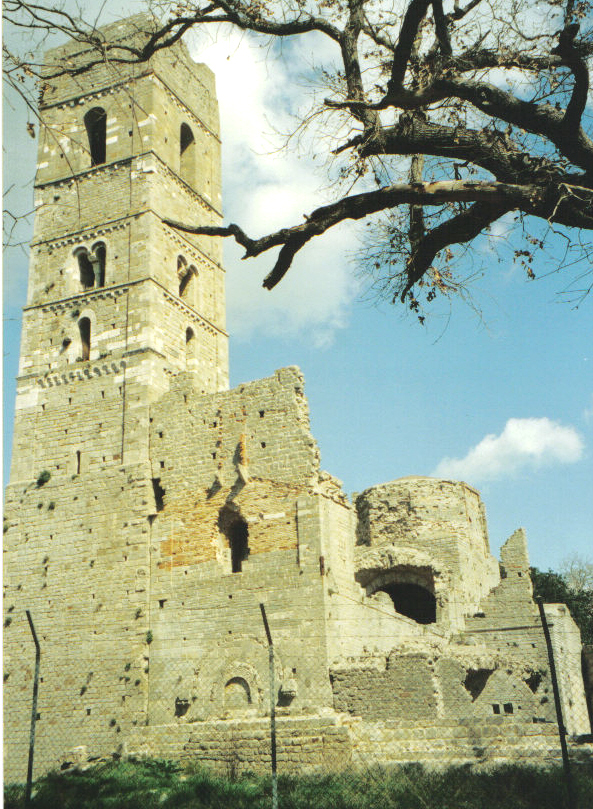
Torre di San Rabano o dell'Uccellina

La potenza della famiglia Abati, oltre che dai legami che aveva stretto con altre importanti famiglie che risiedevano nel loro stesso sestiere (Sesto di San Pier Scheraggio), derivava anche dal gran numero di possedimenti che le appartenevano. Case e torri di proprietà degli Abati si trovavano a Firenze, nel Sesto di San Pier Scheraggio, mentre i loro castelli erano ubicati nel contado e venivano utilizzati per svolgere attività commerciali.
Di sicura appartenenza alla famiglia Abati è l'edificio situato al numero 9 di via dei Tavolini. Lo testimonia la presenza dello scudo con lo stemma della famiglia Abati, posizionato sul lato dell'edificio che si affaccia su via dei Calzaiuoli. Oltre allo stemma, un'epigrafe dantesca ricorda la figura di Bocca degli Abati. Sull'angolo esterno dell'edificio è presente una torre di proprietà della famiglia.

### Torre dell'Uccellina
Nel 1321 fu edificata la Torre dell'Uccellina, facente parte dell'Abbazia di San Rabano situata lungo il crinale dei monti dell'Uccellina a Grosseto. Gli Abati ne entrarono in possesso durante le lotte della città di Grosseto, di cui erano a capo, con la città di Siena, trasformando l'abbazia in fortezza. La costruzione della torre è avvenuta in un secondo momento, come testimonia il paramento differente rispetto a quello dell'Abbazia. Venne utilizzata per gli avvistamenti sul mare e per proteggere il complesso religioso.